# Kassitština
Kassitština byl jazyk Kassitů z pohoří Zagros. Přibližně v období od 1531 př. n. l. do 1155 př. n. l. vládli původem kassitští vládci v Babylonii, než byli svrženi Elamity. Nedostatek textů činí rekonstrukci kassitské gramatiky nemožnou.
Její vztahy s dalšími jazyky jsou nejasné, možná má jisté spojitosti s elamštinou. Také byl navržen její vztah s churritsko-urartejskými jazyky.
Příklady některých slov:
- dakaš – hvězda
- hašmar – sokol
- iašu – země
- janzi – král
- mašḫu – božstvo
- simbar – mladý
- šimdi – dát[2]
- buri – vládce
- burna – chráněný